# Tynita Butts-Townsend
Tynita Butts-Townsend (* 10. Juni 1990 in Hampton, Virginia als Tynita Butts) ist eine US-amerikanische Leichtathletin, die sich auf den Hochsprung spezialisiert hat.

## Sportliche Laufbahn
Tynita Butts-Townsend studierte von 2009 bis 2014 an der East Carolina University in Greenville und sammelte 2012 erste Erfahrungen bei internationalen Meisterschaften, als sie bei den U23-NACAC-Meisterschaften in Irapuato mit übersprungenen 1,82 m die Goldmedaille gewann. 2014 gewann sie beim Panamerikanischen Sportfestival in Mexiko-Stadt mit 1,80 m die Bronzemedaille hinter Levern Spencer und Jeanelle Scheper aus St. Lucia. 2019 startete sie dann bei den Weltmeisterschaften in Doha und belegte dort mit 1,93 m im Finale den achten Platz. 2021 qualifizierte sie sich über die Weltrangliste und dank des Rückzugs von Jelena Rowe für die Teilnahme an den Olympischen Spielen in Tokio, bei denen sie mit 1,82 m in der Vorrunde ausschied.

## Persönliche Bestleistungen
- Hochsprung: 1,93 m, 30. September 2019 in Doha
  - Hochsprung (Halle): 1,93 m, 26. Januar 2013 in University Park